# Mahé Drysdale
Alexander Mahé Owens Drysdale, född den 19 november 1978 i Melbourne i Victoria, Australien, är en nyzeeländsk roddare.
Han tog OS-guld i singelsculler i samband med de olympiska roddtävlingarna 2012 i London.
Vid de olympiska roddtävlingarna 2016 i Rio de Janeiro tog han guld i singelsculler.